# فلمینگ (کلرادو)
فلمینگ (به انگلیسی: Fleming) شهری در ایالت کلرادو کشور ایالات متحده آمریکا است که جمعیت آن در سرشماری سال ۲۰۱۰ میلادی، ۴۰۸ نفر بوده‌است.